# NGC 2719
NGC 2719 é uma galáxia irregular (Im) localizada na direcção da constelação de Lynx. Possui uma declinação de +35° 43' 40" e uma ascensão recta de 9 horas, 00 minutos e 15,6 segundos.
A galáxia NGC 2719 foi descoberta em 28 de Março de 1786 por William Herschel.